# Бёрон, Ян
Ян Бёрон (фр. Yann Beuron; род. в 1969, Дрё) — французский оперный певец, тенор.

## Биография
Учился на социолога. Позднее изучал вокал в Консерватории музыки и танца в Париже (класс Анны Марии Бонди), где получил первый приз в 1996 году. Дебютировал Бёрон на оперной сцене в 1995 году исполнением партии Бельмонте («Похищение из сераля») в Рейнской опере под управлением Уильяма Кристи. В 1996 году дебютировал в Парижской Опере (Дворец Гарнье), исполнив роли Аркаса и Меркурия в новой постановке «Ипполита и Арисии», и тулузском Театре Капитолий, где исполнял роль графа Альмавивы в «Севильском цирюльнике» в очередь с Хуаном Диего Флоресом. В 1996 выиграл с ролью Паолино в «Тайном браке» Доменико Чимарозы международный конкурс Toti Dal Monte в Тревизо. Во Дворце Гарнье в 2004 году пел в «Испанском часе» Равеля, а в 2006 году — в «Ифигении в Тавриде».
Специализируется на исполнении французской оперы и произведений Моцарта. Хорошо известен в роли Пеллеаса («Пеллеас и Мелизанда»), которую играл в том числе в Театре Реал (Мадрид), «Лисео» (Барселона), Ла Моннэ (Брюссель), Рейнской опере.

## Оперный репертуар
- Жан Филипп Рамо: Дамон, «Галантные Индии»;
- Вольфганг Амадей Моцарт: «Идоменей»;
- Амбруаз Тома: «Миньон[англ.]»;
- Рихард Штраус: «Кавалер розы»;
- Джоаккино Россини: «Золушка»
- «Фальстаф»;
- «Гамлет»
- Оффенбах: Парис, «Прекрасная Елена»